# Festival di Sanremo 1991
Il quarantunesimo Festival di Sanremo si svolse al Teatro Ariston di Sanremo dal 27 febbraio al 2 marzo 1991 con la conduzione di Andrea Occhipinti ed Edwige Fenech.
Da questa edizione il Festival tornò nuovamente a svolgersi al Teatro Ariston, riaperto dopo un anno di lavori di restauro e ampliamento.
Anche in quest'edizione ogni artista in gara venne affiancato ad un interprete internazionale. Analogamente a quanto avvenuto nell'edizione precedente, pochissimi artisti internazionali incisero il brano: tra questi, occorre citare Sarah Jane Morris abbinata a Cocciante, Ute Lemper abbinata a Jannacci, Ofra Haza abbinata a Raf, Howard Jones abbinato ad Umberto Tozzi e Randy Crawford abbinata a Grazia Di Michele.
L'edizione fu vinta da Riccardo Cocciante con il brano Se stiamo insieme per la sezione Campioni e da Paolo Vallesi con il brano Le persone inutili per la sezione Novità.
A dispetto del tredicesimo posto nella classifica finale del Festival, grande successo di vendite fu ottenuto dal brano Siamo donne cantato in coppia da Sabrina Salerno e Jo Squillo (quest'ultima anche autrice del brano), divenuto uno dei maggiori tormentoni musicali di quell'anno e avanzando di popolarità negli anni a venire. 
Rod Stewart fu, invece, cacciato in quanto l'organizzazione si oppose alla richiesta dell'artista scozzese di voler eseguire un solo brano anziché due come previsto.
Il programma vinse un Telegatto come migliore trasmissione musicale.
La scenografia venne creata da Uberto Bertacca, le coreografie da Franco Miseria, i protagonisti dei balletti erano Julio Bocca e Daniel Ezralow e la regia era di Luigi Martelli.
La novità di questa edizione fu l'introduzione della giuria demoscopica come mezzo di votazione dei cantanti. La selezione del campione e la raccolta dei dati furono affidate alla società Doxa; i collegamenti esterni con la Doxa durante la trasmissione furono affidati a Maria Pia Biscotti.

## Partecipanti

Renato Zero, secondo classificato e tornato nell'occasione alla ribalta dopo alcuni anni difficili sul piano lavorativo.

Da sinistra: Sabrina Salerno e Jo Squillo durante la loro esibizione sanremese.

### Sezione Campioni
| Interprete                   | Ultime partecipazioni al Festival |
| ---------------------------- | --------------------------------- |
| Al Bano e Romina Power       | 1989                              |
| Amedeo Minghi                | 1990                              |
| Eduardo De Crescenzo         | 1989                              |
| Enzo Jannacci                | 1989                              |
| Fiordaliso                   | 1989                              |
| Gianni Bella                 | 1990                              |
| Grazia Di Michele            | 1990                              |
| Jo Squillo e Sabrina Salerno | Esordienti                        |
| Ladri di Biciclette          | 1989 (tra i Nuovi)                |
| Loredana Bertè               | 1988                              |
| Marco Masini                 | 1990 (tra le Novità)              |
| Mariella Nava                | 1988 (tra le Nuove proposte)      |
| Mietta                       | 1990                              |
| Pierangelo Bertoli e Tazenda | Esordienti                        |
| Raf                          | 1989                              |
| Renato Zero                  | Esordiente                        |
| Riccardo Cocciante           | Esordiente                        |
| Riccardo Fogli               | 1990                              |
| Rossana Casale               | 1989                              |
| Umberto Tozzi                | 1987                              |

### Sezione Novità
| Interprete                               | Ultime partecipazioni al Festival         |
| ---------------------------------------- | ----------------------------------------- |
| Bungaro, Marco Conidi e Rosario Di Bella | 1988 (tra le Nuove proposte) e Esordienti |
| Compilations                             | Esordienti                                |
| Dario Gay                                | 1990                                      |
| Fandango                                 | Esordienti                                |
| Gianni Mazza                             | Esordiente                                |
| Giovanni Nuti                            | Esordiente                                |
| Gitano                                   | 1989 (tra i Nuovi)                        |
| Irene Fargo                              | Esordiente                                |
| Marco Carena                             | Esordiente                                |
| Paola De Mas                             | Esordiente                                |
| Paolo Vallesi                            | Esordiente                                |
| Patrizia Bulgari                         | Esordiente                                |
| Rita Forte                               | Esordiente                                |
| Rudy Marra                               | Esordiente                                |
| Stefania La Fauci                        | 1989 (tra i Nuovi)                        |
| Timoria                                  | Esordienti                                |

## Classifica, canzoni e cantanti

### Sezione Campioni
| Posizione | Interprete                   | Canzone                                     | Autori                                   |
| --------- | ---------------------------- | ------------------------------------------- | ---------------------------------------- |
| 1º        | Riccardo Cocciante           | Se stiamo insieme                           | R. Cocciante e Mogol                     |
| 2º        | Renato Zero                  | Spalle al muro                              | M. Nava                                  |
| 3º        | Marco Masini                 | Perché lo fai                               | G. Bigazzi, M. Manzani e M. Masini       |
| 4º        | Umberto Tozzi                | Gli altri siamo noi                         | U. Tozzi e G. Bigazzi                    |
| 5º        | Pierangelo Bertoli e Tazenda | Spunta la Luna dal monte                    | L. Marielli e P. Bertoli                 |
| 6º        | Amedeo Minghi                | Nené                                        | A. Minghi                                |
| 7º        | Mietta                       | Dubbi no                                    | A. Minghi                                |
| 8º        | Al Bano e Romina Power       | Oggi sposi                                  | Depsa e G. Andreetto                     |
| 9º        | Riccardo Fogli               | Io ti prego di ascoltare                    | G. Morra e M. Fabrizio                   |
| 10º       | Raf                          | Oggi un Dio non ho                          | R. Riefoli e G. Dati                     |
| 11º       | Enzo Jannacci                | La fotografia                               | V. Jannacci                              |
| 12º       | Fiordaliso                   | Il mare più grande che c'è (I Love You Man) | F. Ciani e F. Zanotti                    |
| 13º       | Jo Squillo e Sabrina Salerno | Siamo donne                                 | G. Coletti                               |
| 14º       | Ladri di Biciclette          | Sbatti ben su del Be Bop                    | P. Belli e E. Prandi                     |
| 15º       | Eduardo De Crescenzo         | E la musica va                              | E. De Crescenzo e F. Del Prete           |
| 16º       | Grazia Di Michele            | Se io fossi un uomo                         | J. Di Michele, G. Di Michele e P. Nocera |
| 17º       | Rossana Casale               | Terra                                       | G. Morra e M. Fabrizio                   |
| 18º       | Loredana Bertè               | In questa città                             | P. Daniele                               |
| 19º       | Gianni Bella                 | La fila degli oleandri                      | G. Bella e Mogol                         |
| 20º       | Mariella Nava                | Gli uomini                                  | M. Nava                                  |

Durante la manifestazione furono resi noti solo i primi tre classificati. La classifica completa fu fornita alla stampa qualche giorno dopo.

### Sezione Novità
| Posizione | Interprete                               | Canzone                | Autori                                            |
| --------- | ---------------------------------------- | ---------------------- | ------------------------------------------------- |
| 1º        | Paolo Vallesi                            | Le persone inutili     | G. Dati e P. Vallesi                              |
| 2º        | Irene Fargo                              | La donna di Ibsen      | E. Miceli e G. Lorefice                           |
| 3º        | Rita Forte                               | È soltanto una canzone | E. Palumbo e A. Cheli                             |
| F         | Fandango                                 | Che grossa nostalgia   | L. Fiori e P. Rodenbucher                         |
| F         | Compilations                             | Donne del 2000         | A. Musso, V. Perraccino, A. Giraldi e S. Rosolino |
| F         | Bungaro, Marco Conidi e Rosario Di Bella | E noi qui              | Bungaro, M. Conidi e R. Di Bella                  |
| F         | Patrizia Bulgari                         | Giselle                | G. Ciarella                                       |
| F         | Paola De Mas                             | Notte di periferia     | A. Salerno e M. Paoluzzi                          |
| F         | Marco Carena                             | Serenata               | M. Carena                                         |
| F         | Gitano                                   | Tamuré                 | D. Famiglietti e Gitano                           |
| NF        | Stefania La Fauci                        | Caramba                | Chelinse                                          |
| NF        | Rudy Marra                               | Gaetano                | R. Marra, A. Pace e M. Spina                      |
| NF        | Gianni Mazza                             | Il lazzo               | G. Mazza                                          |
| NF        | Timoria                                  | L'uomo che ride        | O. Pedrini                                        |
| NF        | Giovanni Nuti                            | Non è poesia           | P. Recalcati e G. Nuti                            |
| NF        | Dario Gay                                | Sorelle d'Italia       | D. Gay                                            |

Nota: Il gruppo delle Compilations è stato ammesso al Festival in sostituzione di Monica Granai, il cui brano "Single Man" è risultato già eseguito pubblicamente.

### Interpretazioni fuori gara degli artisti internazionali
- If I Were in Your Shoes - Randy Crawford (Grazia Di Michele)
- I'm Missing You - Sarah Jane Morris (Riccardo Cocciante)
- All That We Are - Harriet (Loredana Bertè)
- Other People Are Us - Howard Jones (Umberto Tozzi)
- You're on My Mind - Carmel (Rossana Casale)
- Together We Can - Gloria Gaynor (Gianni Bella)
- Just Married - Tyrone Power jr. (Al Bano e Romina Power)
- The photograph - Ute Lemper (Enzo Jannacci)
- Y ya viene amanenciendo - Moncada (Pierangelo Bertoli e Tazenda)
- Lemme Hear Some o' That Be-Bop - Jon Hendricks (Ladri di Biciclette)
- All Alone - Leo Sayer (Mietta)
- Still Life - Grace Jones (Renato Zero)
- Coming Home - Caron Wheeler (Mariella Nava)
- Listen to Me - Sold Out (Riccardo Fogli)
- Don't Walk Away - Laura Branigan (Fiordaliso)
- And the Beat Goes On - Phil Manzanera (Eduardo De Crescenzo)
- Endless Night - Bonnie Tyler (Amedeo Minghi)
- Today I'll Pray - Ofra Haza (Raf)
- Part Time Lovers - Shannon (Jo Squillo e Sabrina Salerno)
- Just Tell Me Why - Dee Dee Bridgewater (Marco Masini)

## Altri premi
- Premio della Critica Sezione Campioni: La fotografia di Enzo Jannacci
- Premio della Critica Sezione Novità: L'uomo che ride dei Timoria

## Regolamento
Una interpretazione per brano: 1 italiano + 1 straniero (fuori gara).
- Prima serata: 10 Campioni (tutti in finale) + 8 Novità (5 in finale).
- Seconda serata: 10 Campioni (tutti in finale) + 8 Novità (5 in finale).
- Terza serata: 20 interpreti stranieri dei 20 Campioni + 10 Novità qualificate (proclamazione vincitore).
- Quarta serata: 20 Campioni con i 20 stranieri (proclamazione vincitore).

## Orchestra
L'orchestra della Rai fu diretta dai maestri: 
- Mario Arcari per Rudy Marra
- Massimiliano Di Carlo per Rita Forte
- Roberto Esposito per Bungaro, Marco Conidi e Rosario Di Bella
- Sergio Esposito per Loredana Bertè
- Lucio Fabbri per Pierangelo Bertoli e  Tazenda, Grazia Di Michele e Irene Fargo
- Maurizio Fabrizio per Riccardo Fogli e Rossana Casale
- Marco Falagiani per Umberto Tozzi
- Riccardo Galardini per Raf, Paolo Vallesi e Fandango
- Massimo Idà per Stefania La Fauci
- Gianfranco Lombardi
- Gianni Mazza per sé stesso
- Adelmo Musso per le Compilations e Gitano
- Mario Natale per Jo Squillo e Sabrina Salerno
- Pinuccio Pirazzoli per Riccardo Cocciante, Albano e Romina Power, Dario Gay, Paola De Mas e Marco Carena
- Giancarlo Ragni per Patrizia Bulgari
- Vince Tempera per Marco Masini, Eduardo De Crescenzo e Gianni Bella
- Celso Valli per Enzo Jannacci, Ladri di Biciclette e Giovanni Nuti
- Geoff Westley per Renato Zero e Mariella Nava
- Mario Zannini Quirini per Amedeo Minghi e Mietta
- Marco Zanoni per i Moncada
- Fio Zanotti per Fiordaliso
- Maurizio Zappatini per Timoria
- Bert Dovo per Grace Jones, Bonnie Tyler, Ute Lemper e Laura Branigan

## Ascolti
Risultati di ascolto delle varie serate, secondo rilevazioni Auditel.
| Serate             | Data               | Telespettatori | Share  |
| ------------------ | ------------------ | -------------- | ------ |
| I                  | 27 febbraio 1991   | 15 023 000     | 54,63% |
| II                 | 28 febbraio 1991   | 12 550 000     | 47,56% |
| III                | 1º marzo 1991      | 9 837 000      | 46,85% |
| Finale             | 2 marzo 1991       | 11 156 000     | 60,11% |
| Media delle serate | Media delle serate | 12 142 000     | 52,29% |

## Esclusi
Come ogni anno non esiste un elenco ufficiale dei cantanti esclusi. Dalle notizie riportate dalla stampa, risulta che le canzoni pervenute sarebbero state 65. Questi i nomi di alcuni dei non ammessi: Flavia Fortunato (Le donne chi sono), Mike Francis, Fausto Leali, i Matia Bazar, Paola Turci, Marcella Bella, Luca Barbarossa, Elio e le Storie Tese (Con il brano (Gomito a gomito con l') Aborto), Mimmo Locasciulli, Mino Reitano, i Righeira, i Formula 3, i Nomadi, Luciano De Crescenzo, Gigi Proietti (La solita canzone), Giorgio Faletti, Tony Dallara, Rettore, Lando Fiorini, Christian, Umberto Bindi. Le richieste della sezione "Novità" erano state 154 tra cui Alessio Del Freo con Le parole rimangono.

## Piazzamenti in classifica dei singoli
| Artista                                 | Singolo                    | Italia (Massima posizione raggiunta) | Italia (Posizione annuale) |
| --------------------------------------- | -------------------------- | ------------------------------------ | -------------------------- |
| Riccardo Cocciante                      | Se stiamo insieme          | 1                                    | 2                          |
| Marco Masini                            | Perché lo fai              | 1                                    | 5                          |
| Pierangelo Bertoli & Tazenda            | Spunta la luna dal monte   | 2                                    | 14                         |
| Umberto Tozzi                           | Gli altri siamo noi        | 3                                    | 16                         |
| Raf                                     | Oggi un Dio non ho         | 3                                    | 19                         |
| Paolo Vallesi                           | Le persone inutili         | 3                                    | 26                         |
| Amedeo Minghi                           | Nenè                       | 6                                    | 29                         |
| Mietta                                  | Dubbi no                   | 6                                    | 40                         |
| Fiordaliso                              | Il mare più grande che c'è | 7                                    | 59                         |
| Al Bano & Romina Power                  | Oggi sposi                 | 8                                    | 93                         |
| Sarah Jane Morris                       | I'm missing you            | 8                                    | -                          |
| Irene Fargo                             | La donna di Ibsen          | 11                                   | 51                         |
| Ladri di Biciclette                     | Sbatti ben su del be-bop   | 11                                   | 54                         |
| Jo Squillo & Sabrina Salerno            | Siamo donne                | 11                                   | 86                         |
| Rossana Casale                          | Terra                      | 20                                   | 67                         |
| Eduardo De Crescenzo                    | E la musica va             | 32                                   | 77                         |
| Enzo Jannacci                           | La fotografia              | 22                                   | 82                         |
| Bungaro, Marco Conidi, Rosario Di Bella | E noi qui                  | 17                                   | 92                         |
| Marco Carena                            | Serenata                   | 17                                   | 99                         |
| Riccardo Fogli                          | Io ti prego di ascoltare   | 21                                   | 100                        |
| Fandango                                | Che grossa nostalgia       | 21                                   | -                          |
| Grazia Di Michele                       | Se io fossi un uomo        | 30                                   | -                          |
| Loredana Bertè                          | In questa città            | 26                                   | -                          |
| Giovanni Nuti                           | Non è poesia               | 36                                   | -                          |
| Patrizia Bulgari                        | Giselle                    | 37                                   | -                          |
| Gianni Bella                            | La fila degli oleandri     | 38                                   | -                          |
| Timoria                                 | L'uomo che ride            | 38                                   | -                          |
| Rudy Marra                              | Gaetano                    | 50                                   | -                          |

- N.B.: Per visualizzare la tabella ordinata secondo la posizione in classifica, cliccare sul simbolo accanto a "Massima posizione raggiunta" o a "Posizione annuale".

## Piazzamenti in classifica degli album
| Artista             | Album                                        | Italia (Massima posizione raggiunta) | Italia (Certificazioni vendite FIMI) |
| ------------------- | -------------------------------------------- | ------------------------------------ | ------------------------------------ |
| Marco Masini        | Malinconoia                                  | 1                                    | Multiplatino oltre 1 000 000         |
| Riccardo Cocciante  | Cocciante                                    | 2                                    | Multiplatino oltre 250 000           |
| Renato Zero         | Prometeo                                     | 3                                    | Multiplatino 250 000                 |
| Pierangelo Bertoli  | Spunta la luna del monte e i grandi successi | 3                                    | Multiplatino 200 000                 |
| Umberto Tozzi       | Gli altri siamo noi                          | 4                                    | Multiplatino oltre 250 000           |
| Paolo Vallesi       | Paolo Vallesi                                | 5                                    | Multiplatino oltre 200 000           |
| Amedeo Minghi       | Nenè                                         | 5                                    | Multiplatino oltre 200 000           |
| Raf                 | Sogni... è tutto quello che c'è              | 6                                    | Multiplatino oltre 250 000           |
| Mietta              | Volano le pagine                             | 16                                   | Multiplatino oltre 250 000           |
| Ladri di biciclette | Figli di un do minore                        | 16                                   | oltre 50 000                         |
| Tazenda             | Murales                                      | 16                                   | oltre 50 000                         |
| Fiordaliso          | Il Portico di Dio                            | 24                                   | oltre 40 000                         |
| Irene Fargo         | Irene Fargo                                  | 38                                   | oltre 18 000                         |

## Ospiti
- Seal - Crazy
- Chris Rea - Auberge
- a-ha - I Call Your Name
- Londonbeat - No Woman, No Cry
- Beverley Craven - Promise Me
- Soulsister - Facing Love
- Kim Appleby - Don't Worry
- Happy Mondays - Kinky Afro
- Clive Griffin - Reach for the Top
- Tanita Tikaram - Only the Ones We Love
- The Real Milli Vanilli - Keep On Running
- Rod Stewart (esibizione annullata)[10]

## Compilation
- SuperSanremo 1991
- Sanremo Festival 1991
- Sanremo '91 International

In nessuna compilation è presente il brano vincitore dell'edizione, Se stiamo insieme interpretato da Riccardo Cocciante, viene pubblicato solo il singolo del brano.

## Organizzazione
Organizzazione Artistica Internazionale (OAI) di Adriano Aragozzini.